# هاللاند

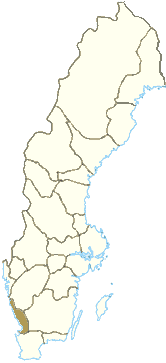
موقعیت هاللاند در سوئد

هاللاند (به سوئدی: Halland) یکی از استان‌های سوئد است که در ساحل غربی این کشور قرار دارد. این استان با استان‌های اسملاند، وسترگوتلاند و اسکونه و همچنین دریای کاتگات هم مرز است. رودخانه‌هایی که به دریایی کاتگات می‌ریزند باعث به وجود آمدن منطقه‌ای مناسب برای کشاورزی شده‌است.